# ووزنسنکا (شهرستان بوزدیاکسکی، باشقیرستان)
ووزنسنکا (انگلیسی: Voznesenka, Buzdyaksky District, Republic of Bashkortostan) یک شهرک در شهرستان بوزدیاکسکی باشقیرستان کشور روسیه است.